# Tubularia regalis
Tubularia regalis is een hydroïdpoliep uit de familie Tubulariidae. De poliep komt uit het geslacht Tubularia. Tubularia regalis werd in 1860 voor het eerst wetenschappelijk beschreven door Boeck. 